# アクアクア
『アクアクア』（AQUAQUA）は、2000年11月2日にイマジニアから発売された、PlayStation 2用ゲームソフト。Zed Two Game Design Studioが開発。欧州ではAqua Aqua: Wetrix 2のタイトルで発売されており、ゲーム本作はウェットリスの続編でもある。

## ルール
水を題材にしたパズルゲーム。
四角い土地に囲いを築き、水を流れ出さないようにすることが目的。

## アイテム・システム

### 用語
- レイク

独立している水たまりのこと。
- レイクキャラ

一定の深さがあるレイクに出現。
- レインボー

十分な水の量があると出現。
- WATERゲージ

100%になると、ゲームオーバー。
- EARTHゲージ

100%になると、地震が発生。
- BINGOカード

特定の条件で水を蒸発させると、アイテムを獲得。

### ブロック
- アップブロック

落ちた場所を盛り上げ、囲いを作る。
- ダウンブロック

落ちた場所を削る。
- ウォーターブロック

落ちた場所で水になる。
- ファイヤーボール

水を蒸発させる。
- ボム

命中した部分に穴を開ける。

### アクション
- 雨

落ちた場所で水になる。
- アイスキューブ

落ちたレイクの水を凍らせる。
- 再爆撃

ボムを落とした場所にボムを落とすと、新たにボムが3発落ちる。
- 地震

EARTHゲージが100%になると発生。
- マイン

レイクの水が蒸発すると誘爆。